# Christian Lindner
Pour les articles homonymes, voir Lindner.
Christian Lindner, né le 7 janvier 1979 à Wuppertal, est un homme politique allemand, membre du Parti libéral-démocrate (FDP), dont il est président fédéral de 2013 à 2025 et ministre fédéral des Finances de 2021 à 2024. 
Il se retire de la vie politique après l'échec de son parti à maintenir sa présence au Bundestag à l'issue des élections fédérales de 2025.

## Situation personnelle
Il passe son Abitur à Wermelskirchen en 1998, puis suit des études supérieures de sciences politiques, avec des notions de droit public et philosophie. Il obtient sa maîtrise en 2006. En 1997, âgé d'à peine dix-huit ans, il crée une agence de publicité spécialisée dans les entreprises de télécommunications, dont il se sépare en 2004, et fonde en 2000 la société d'Internet Moomax, qu'il quitte en avril 2001. La société dépose son bilan six mois plus tard. Il achète sa première Porsche à 19 ans.

## Parcours politique

### Débuts régionaux
Adhérent du Parti libéral-démocrate (FDP) depuis 1995, il est élu président de l'organisation étudiante du parti, les Liberalen Schüler, en Rhénanie-du-Nord-Westphalie, dès l'année suivante, et occupe ce poste deux ans. Cette même année 1998, il intègre le comité directeur du FDP de Rhénanie-du-Nord-Westphalie, avant d'être élu député régional au Landtag aux élections du 14 mai 2000, étant à 21 ans le benjamin de l'assemblée.
Il est porté à la présidence de la section de l'arrondissement de Rhin-Berg en 2002, puis choisi comme nouveau secrétaire général régional par Andreas Pinkwart en novembre 2004. Il est réélu député régional l'année suivante, et devient alors vice-président et porte-parole du groupe libéral, chargé de l'Innovation, la Science, la Jeunesse, l'Intégration et la Famille. Il a notamment initié une loi régionale, votée en 2008, concernant l'éducation des enfants et définissant la structure et le financement des garderies.[réf. nécessaire]

### Ascension au niveau fédéral
Il entre au comité directeur fédéral du FDP en 2007, puis se voit élu au Bundestag lors des élections du 27 septembre 2009. Bien qu'il ne remporte que 8,6 % des voix dans sa circonscription, il parvient à être élu, car occupant la neuvième place sur la liste régionale. Il démissionne peu après de son mandat régional, et devient membre de la commission parlementaire de l'Économie.
Le 14 décembre 2009, le comité directeur fédéral le choisit comme secrétaire général intérimaire, Dirk Niebel ayant fait son entrée au gouvernement. Christian Lindner est confirmé dans ses fonctions lors du congrès du 24 avril 2010 par 95,6 % des suffrages exprimés, deux mois après avoir renoncé à son poste en Rhénanie-du-Nord-Westphalie. Il démissionne cependant le 14 décembre 2011.

### Élections régionales de 2012
Environ trois mois et demi plus tard, il est investi chef de file du FDP aux élections législatives régionales anticipées du 13 mai 2012 en Rhénanie-du-Nord-Westphalie par 99,8 % des voix des délégués à la convention d'investiture. Élu président régional du FDP le 6 mai, par 97,9 % des voix, il succède ainsi à Daniel Bahr et parvient, une semaine plus tard, à maintenir les libéraux au Landtag, avec 8,6 % des voix, soit une progression de deux points.[réf. nécessaire]

### Président du FDP
Le 9 mars 2013, il est élu vice-président fédéral du FDP. À ce titre, il est chargé de l'intérim de la présidence du parti au lendemain du résultat catastrophique des élections fédérales du 22 septembre 2013, l'exclusion du parti du Bundestag, pour la première fois depuis 1949, ayant amené le président Philipp Rösler à la démission. Il est élu président fédéral du FDP le 7 décembre suivant, par 79 % des voix, lors d'un congrès fédéral extraordinaire et contre deux adversaires.
Le FDP connait sous sa direction une « droitisation », au point d’être accusé de se rapprocher de l’extrême droite, comme sur la dénonciation de l’immigration ou les critiques des mesures de confinement du gouvernement face à la pandémie de Covid-19. Il s'engage en faveur de la création d'une commission d'enquête sur la politique d'accueil de réfugiés par le gouvernement Merkel. Il fait également évoluer sa formation vers des positions plus eurosceptiques, préconisant l'exclusion de la Grèce de la zone euro lors de la crise de la dette et appelant à rejeter tout fonds de solidarité entre pays européens ou la mutualisation des dettes publiques pendant la pandémie de Covid-19, ce qui représenterait selon lui une menace pour la stabilité monétaire. Cette évolution amène le chef du parti Alternative pour l'Allemagne (AfD, extrême droite), Alexander Gauland, à évoquer l'idée d'un gouvernement de coalition entre son mouvement nationaliste et le FDP.
Il parvient à rajeunir l'image du parti et à redresser ses résultats électoraux, bien que celui-ci soit resté « un parti de lobbies, un réseau de carriéristes où les femmes ne jouent qu'un rôle décoratif », souligne le politologue Gero Neugebauer. La stratégie électorale du FDP se construit entièrement autour de sa personne, conduisant ses rivaux à dénoncer le culte de la personnalité qu'il aurait impulsé.

### Élections de 2021 et ministère des Finances
Lors des élections fédérales de 2021, le FDP arrive en quatrième position avec 11,45 % des voix, ce qui place Christian Lindner au centre des négociations pour la formation d'une coalition. Il revendique alors le poste de ministre fédéral des Finances.
À la suite du succès des négociations menées avec le Parti social-démocrate et Les Verts pour former une « coalition en feu tricolore », il obtient effectivement ce portefeuille dans le gouvernement du social-démocrate Olaf Scholz.
En novembre 2023, sa crédibilité en matière de discipline budgétaire est entamée par la décision de la Cour constitutionnelle de Karlsruhe qui juge que « le budget 2023 du gouvernement n'est pas constitutionnel ». Le jugement est perçu comme un « camouflet » « cinglant » pour le gouvernement d’Olaf Scholz. Au début de la législature, celui-ci avait utilisé, par le biais d'une « manœuvre budgétaire controversée », un reliquat budgétaire de 60 milliards d’euros, destiné à l’origine à la lutte contre la pandémie de Covid-19, pour alimenter un « fonds pour la transformation et le climat ». Cette manœuvre avait été dénoncée par l’opposition chrétienne-démocrate comme un « tour de passe-passe budgétaire ». La décision de la Cour constitutionnelle interdit le transfert des 60 milliards d'euros dans ce fonds, entraînant notamment le gel des nouveaux crédits d'engagements issus du budget 2023 de tous les ministères fédéraux.
Il est limogé de son poste le 6 novembre 2024, dans un contexte d'importants désaccords au sein de la coalition, et remplacé le lendemain par Jörg Kukies, proche conseiller d'Olaf Scholz. Son départ devrait provoquer la fin du soutien du FDP au gouvernement de coalition et la tenue d'un vote de confiance pour le chancelier Olaf Scholz. Cela débouche sur des élections anticipées au Bundestag qui auront lieu de 23 février 2025.
Au soir des élections fédérales de 2025, il annonce se retirer de la vie politique après le « résultat électoral désastreux » du FDP, qui disparaît du Bundestag.